# Joanna Szarawaga
Joanna Szarawaga, po mężu Andruszak (ur. 2 kwietnia 1994 w Dębnie) – polska piłkarka ręczna, obrotowa, od 2018 zawodniczka MKS-u Lublin.

## Kariera sportowa
Wychowanka Gryfu 06 Dębno, następnie zawodniczka AZS Politechniki Koszalińskiej i SMS-u Gliwice. W latach 2013–2016 występowała w MKS-ie Lublin, z którym zdobyła trzy mistrzostwa Polski (2014, 2015, 2016). W barwach MKS-u rozegrała w sezonach 2014/2015 i 2015/2016 12 meczów w Lidze Mistrzyń, w których rzuciła 18 goli. W 2016 przeszła do GTPR-u Gdynia. W sezonie 2016/2017, w którym rozegrała w Superlidze 32 spotkania i zdobyła 101 bramek, wywalczyła z gdyńskim klubem mistrzostwo Polski. W sezonie 2017/2018 wystąpiła w sześciu meczach Ligi Mistrzyń, w których rzuciła 17 goli.
W 2011 wraz z reprezentacją Polski juniorek wystąpiła w mistrzostwach Europy U-17 w Czechach (zdobyła w nich 13 goli). Grała również w kadrze młodzieżowej.
W reprezentacji Polski seniorek zadebiutowała 1 czerwca 2016 w meczu z Finlandią (33:11). W 2017 uczestniczyła w mistrzostwach świata w Niemczech, podczas których wystąpiła w sześciu meczach i zdobyła siedem bramek. W spotkaniu z Angolą (34:33; 10 grudnia 2017) została uderzona w twarz przez jedną z rywalek, doznając kontuzji, która wykluczyła ją z gry w ostatnim meczu turnieju. Zagrała też na mistrzostwach Europy w 2020, mistrzostwach świata w 2021 i mistrzostwach Europy w 2022.
| Sezon   | Klub          | Klub            | Liga    | Liga    | Europa  | Europa  | Suma  | Suma   |
| Sezon   | Klub          | Klub            | Mecze   | Bramki  | Mecze   | Bramki  | Mecze | Bramki |
| ------- | ------------- | --------------- | ------- | ------- | ------- | ------- | ----- | ------ |
| 2014/15 | MKS Lublin    | PGNiG Superliga | 17      | 23      | 8       | 2       | 25    | 25     |
| 2015/16 | MKS Lublin    | PGNiG Superliga | 25      | 50      | 8       | 20      | 33    | 70     |
| 2016/17 | Vistal Gdynia | PGNiG Superliga | 32      | 101     | 2       | 2       | 34    | 103    |
| 2017/18 | Vistal Gdynia | PGNiG Superliga | 29      | 69      | 12      | 23      | 41    | 92     |
| 2018/19 | MKS Lublin    | PGNiG Superliga | 10      | 10      | 4       | 8       | 14    | 18     |
| Ogólnie | Ogólnie       | Ogólnie         | Ogólnie | Ogólnie | Ogólnie | Ogólnie | 147   | 308    |

## Sukcesy
MKS Lublin
- Mistrzostwo Polski: 2013/2014, 2014/2015, 2015/2016

GTPR Gdynia
- Mistrzostwo Polski: 2016/2017